# Distretto di Ishkamish
Il distretto di Ishkamish è un distretto dell'Afghanistan appartenente alla provincia del Takhar.
| Controllo di autorità | VIAF (EN) 311773871 · LCCN (EN) n2014215480 |